# جانو روژبیانی
جانو روژبیانی (به کردی سورانی: جانۆ رۆژبه‌یانی) (زادهٔ ۱۸ مارس ۱۹۶۰ در روستای زمر، اقلیم کردستان عراق) کارگردان، فیلمنامه‌نویس و تدوینگر کرد-آمریکایی است.

## زندگی
جانو روژبیانی در روستای زومر در ساحل رود دجله به دنیا آمد. وی در شهر زاخو در کنار رودخانهٔ خابور بزرگ شد. روژبیانی در نوجوانی به انقلاب ۱۹۷۴ کردهای عراق علیه حکومت عراق پیوست و دو سال بعد در ۱۶ سالگی در آمریکا پناهندهٔ سیاسی شد.
روژبیانی دانش خود از فیلمسازی را در دوران تحصیل در دانشکده در ۱۸ سالگی کسب کرد. وی در آن زمان تئاترهای تلویزیونی و ویدئوهای تجربی
برای شبکهٔ تلویزیون محلی می‌ساخت و به سبب این فعالیت‌ها جوایز محلی و ملی دریافت کرد که از آن جمله جایزه سرزمین مادری (Hometown) آمریکا در سال ۱۹۸۷ بود. روژبیانی در سال ۱۹۸۶ در فهرست فارغ التحصیلان کالج‌های آمریکا (Who's Who) ثبت شد. وی در سال ۱۹۸۸ از NOVA فارغ‌التحصیل شد و به لس آنجلس رفت تا به فعالیت در زمینه فیلمسازی بپردازد.

## فعالیت حرفه‌ای
روژبیانی نخستین اثر خود را با نام رقص پاندول در سال ۱۹۹۵ ساخت که کمدی روشنفکرانه کم بودجه‌ای دربارهٔ استثمار در فیلم‌های درجه ب بود و به تمامی در خانه‌ای در تپه‌های هالیوود فیلمبرداری شده بود. فیلم در چندین کشور توزیع شد.

نخستین فیلم کردی روژبیانی با نام ژیان (زندگی) در سال ۲۰۰۲ ساخته شد که قصد داشت پنجره‌ای برای کردها به سوی جهان باشد. ژیان از سوی منتقدان و رسانه‌ها و از آنجمله توسط گاردین و بی‌بی‌سی مورد تحسین قرار گرفت و موفق شد جوایز جشنواره‌های سینمایی را در پرتغال، ایتالیا، اسرائیل و آمریکا درو کند.

فیلم دیگر روژبیانی با نام چاپلین کوهستان در رابطه با زنی از قربانیان نسل‌کشی انفال بود که در جستجوی ریشه‌هایش بود. فیلم با گروهی از عوامل آمریکایی، اروپایی و کرد فیلمبرداری شد. این نخستین فیلم انگلیسی زبانی بود که در منطقه‌ای کردنشین ساخته می‌شد.

فیلم یک شمع، دو شمع اثر دیگر جانو روژبیانی هجویه‌ای بر خشونت خانگی و قتل‌های ناموسی علیه زنان بود. ان فیلم در عقره در کردستان عراق و در سال ۲۰۱۰ فیلمبرداری شد و تکمیل آن تا سال ۲۰۱۳ به طول انجامید.

روژبیانی همچنین چندین مستند ساخته که از آن میان دو مستند گورهای دسته جمعی صدام(۲۰۰۴) و انفال علی شیمیایی(۲۰۰۵) از بقیه شناخته شده تر هستند. هر دو فیلم توسط وزارت امور خارجه ایالات متحده آمریکا به صورت جهانی توزیع شده تا جنگ عراق را توجیه کند.

روژبیانی توسط عکاس بلژیکی، کریس دویت، در سال ۲۰۰۳ به‌عنوان یکی از ۳۵ فیلمساز برتر با نام «فیلمسازان در سایه» شناخته شد.

## فیلم‌ها
- ۱۹۹۵- رقص پاندول
- ۲۰۰۲- ژیان (زندگی)
- ۲۰۰۴- گورهای دسته جمعی صدام (مستند)
- ۲۰۰۵- انفال علی شیمیایی (مستند)
- ۲۰۰۷- رادیو قلعه (کمدی موقعیت)
- ۲۰۱۳- چاپلین کوهستان
- ۲۰۱۳- یک شمع، دو شمع

## جایزه‌ها
- نامزد جایزه ببر از جشنواره بین‌المللی فیلم روتردام، ۲۰۰۲
- برنده جایزه ویژه هیئت داوران از ویترین کارگردان‌های جدید در جشنواره بین‌المللی فیلم سیاتل، ۲۰۰۲
- برنده بهترین فیلم از جشنواره بین‌المللی فیلم فستوریا، ستوبال، پرتغال، ۲۰۰۲
- یادآوری ویژه در جایزه برای روح آزادی، در نوزدهمین جشنواره بین‌المللی فیلم اورشلیم، ۲۰۰۲
- برنده بهترین فیلم جشنواره حقِ خق داشتن، مودنا، ایتالیا، ۲۰۰۳